# Pseudohypocrea citrinella
Pseudohypocrea citrinella är en svampart som först beskrevs av Job Bicknell Ellis, och fick sitt nu gällande namn av Yoshim. Doi 1972. Pseudohypocrea citrinella ingår i släktet Pseudohypocrea och familjen Hypocreaceae.   Inga underarter finns listade i Catalogue of Life.